# Шипов, Дмитрий Николаевич
Дми́трий Никола́евич Ши́пов (1851—1920) — русский политический деятель, один из лидеров земского движения конца XIX — начала XX веков.
Его брат — Николай Николаевич Шипов (1848—1911), генерал, атаман Войска Донского.

## Биография
Родился 14 мая 1851 года в дворянской семье Шиповых. Отец — отставной полковник гвардии, статский советник и Можайский уездный предводитель дворянства Николай Павлович Шипов (1806—1887); мать — Дарья Алексеевна, урождённая Окулова (1811—1865).
Окончил Пажеский корпус (1872) и юридический факультет Санкт-Петербургского университета (1877).

### Кредо
Большое влияние на его мировоззрение оказали Ф. М. Достоевский и Л. Н. Толстой, по своим идейным взглядам был близок к ранним славянофилам. Шипов полагал, что необходима глубокая взаимосвязь духовной и общественной жизни, являлся сторонником постепенных ненасильственных реформ. Считал, что в России при Петре I государственная власть присвоила себе неограниченные права, и, следовательно, перед страной стоит задача, заключающаяся в восстановлении «всегда необходимого в государстве взаимодействия государственной власти с населением и в привлечении народного представительства к участию в государственном управлении». По мнению Шипова, 

государственный строй и установленный в нем правопорядок должны исходить из признания равенства всех людей и обеспечения каждой личности полной свободы в своем духовном развитии и в своих действиях, не причиняющих ущерба и не производящих насилия по отношению к своим ближним в христианском значении этого слова.

### Земский деятель
После окончания университета жил в родовом имении Ботово Волоколамского уезда Московской губернии. С 1876 года — камер-юнкер.
С 1877 года — гласный Волоколамского уездного земства, мировой судья. В 1891—1893 годах — председатель Волоколамской уездной земской управы, в 1893—1904 годах — председатель Московской губернской земской управы (после избрания которым переехал в Москву). С 1896 года — действительный статский советник, в звании камергера.
Возглавив Московскую губернскую земскую управу, Шипов созвал совещание председателей уездных земских управ  в 1893 году, а с 1896 года был организатором неофициальных совещаний глав губернских земских управ различных регионов России. Таким образом, создавались предпосылки для объединения сил деятелей земского движения, которые затем способствовали созыву земских съездов. С 1900 года участвовал в деятельности политического кружка «Беседа», в котором занимал среднюю позицию, выступая за признание принципиальной необходимости народного представительства, но в ближайшее время предлагал ограничиться достаточно скромной мерой — включением в состав комиссий при Государственном совете выборных представителей общественных учреждений. Такая позиция встретила неприятие как наиболее последовательных сторонников самодержавия, так и приверженцев парламентаризма.
В 1902 году на его московской квартире прошло первое нелегальное общеземское совещание с участием примерно 50 представителей большинства земских управ. В 1904 году Шипов был в очередной раз избран председателем губернской земской управы, но не утверждён министром внутренних дел В. К. Плеве как оппозиционер. В том же году Шипов стал председателем Земского съезда, полулегального проведенного в Петербурге в ноябре 1904. Съезд выступил за введение в России парламента, свобод и конституции, хотя этого слова в его решениях не было. Этот форум явился аналогом французских Генеральных штатов. Именно с этого события началась первая русская революция. Однако на съезде Шипов и его сторонники оказались в меньшинстве, так как выступали за законосовещательное, а не законодательное народное представительство, против всеобщего и прямого избирательного права.
Шипов с группой единомышленников (князь П. Н. Трубецкой, князь В. М. Голицын, князь Г. Г. Гагарин, М. А. Стахович) разработали и предложили на суд общественности собственную программу реформ, изложенную в брошюре «К мнению меньшинства частного совещания земских деятелей 6-8 ноября 1904 года». Суть её заключалась в следующем: во-первых, народное представительство «не должно иметь характера парламентарного, с целью ограничения царской власти, но должно служить органом выражения народного мнения, для создания и сохранения всегда тесного единения и живого общения царя с народом»; во-вторых, «народное представительство должно быть организовано как особое выборное учреждение — государственный Земский совет».
В программе подчеркивалось, что «народное представительство должно быть построено не на всеобщем и прямом избирательном праве, а на основе реформированного представительства в учреждениях местного самоуправления, причем последнее должно быть распространено по возможности на все части Российской империи».
Революция 1905 года разрушила надежды на мирное урегулирование конфликта между властью и либеральной оппозицией. Либералы вынуждены были отказаться от ожидания «эпохи великих реформ» и совершить тактическую переориентировку: от попытки уговорить правительство и царя провести реформы «сверху» к попытке убедить леворадикальные группы умерить свои требования и согласиться на совместные действия с либеральной оппозицией.

### Политик
В октябре 1905 года ему предлагался пост государственного контролёра, но он отказался, как и другие общественные деятели, войти в состав кабинета С. Ю. Витте. В ноябре 1905 года Шипов стал одним из учредителей и первым председателем центрального комитета партии «Союз 17 октября» (октябристов). В 1906—1909 годах был членом Государственного совета от московского земства. В 1906 году обсуждался вопрос о его назначении председателем Совета министров, однако Шипов вновь ответил отказом, полагая, что правительство должно состоять из представителей думского большинства, которые были значительно левее его по своим политическим взглядам. В то же время Шипов разошёлся с большей частью партии октябристов, которая оказалась правее его. В том же 1906 году он ушёл с поста председателя ЦК партии, а затем и вышел из её рядов в знак протеста против поддержки октябристами военно-полевых судов, созданных для борьбы с революцией. В том же году он стал одним из основателей (наряду с П. А. Гейденом, И. Н. Ефремовым и Н. Н. Львовым) небольшой правоцентристской Партии мирного обновления. После неудачи этого политического проекта он отошёл от активной политической деятельности.
С 1911 года жил в Киеве, где был управляющим «Товарищества братьев Терещенко» по производству сахара. Затем вернулся в Москву, где работал над своими мемуарами, опубликованными в 1918 году.

### Антибольшевистская деятельность и кончина
В 1918 вошёл в состав подпольной антибольшевистской либеральной организации «Национальный центр», в ноябре 1918 — апреле 1919 исполнял обязанности председателя её московского отделения. В августе 1919 был впервые арестован (Московской ЧК), но в сентябре освобождён из-за нехватки доказательств его контрреволюционной деятельности. В ночь с 21 на 22 октября вновь арестован (на этот раз ВЧК), содержался во внутренней тюрьме особого отдела ВЧК, отказался признать, что возглавлял Национальный центр.
Три раза (25 октября, 1 и 11 ноября 1919 г.) Дмитрий Николаевич обращался с заявлениями в Президиум Особого Отдела ВЧК с просьбой ускорить рассмотрение его дела. Так, в своем заявлении от 11 ноября он писал: 

«Я остаюсь в полном неведении о причинах моего задержания, ввиду этого прошу Президиум на основании 2 пункта декрета ВЦИК об амнистии, сделать распоряжение о моем освобождении, приняв во внимание: мою старость (68 лет), мое болезненное состояние и сильно развивающийся упадок сил за время моего заключения. Дальнейшее задержание меня грозит подорвать окончательно мое здоровье и мою работоспособность.»
6 ноября в Особый отдел поступила записка за подписью Ф. Э. Дзержинского, в которой сообщалось, что допрошенный в Президиуме ВЧК некий моряк Яновский дал показания, что Д. Н. Шипов являлся председателем Национального центра. В три часа ночи 12 ноября Шипова вызвали на допрос, который проводили известные лубянские следователи В. Аванесов и К. Ляндер. Об этом ночном допросе Шипов подробно рассказал в одном из писем: 

«Аванесов и Ляндер начали с заявления, что им все известно о моем участии в Национальном центре, и что поэтому мне лучше рассказать все откровенно. Я выразил сожаление, что они поспешили составить себе предвзятое мнение, и попросил объяснить, на чем основывается их предположение. Они указали на какие-то бумажки на столе, говоря, что в них содержатся указания ряда лиц, назвали имена и фамилии каких-то юных офицеров, мне совершенно не известных»
. 15 ноября 1919 г. состоялся второй допрос, который также закончился безрезультатно: Шипов категорически отрицал своё участие в деятельности Национального Центра.
В своих письмах Д. Н. Шипов подробно рассказал о своих тюремных мытарствах: 

«Условия заключенных там (имеется в виду внутренняя тюрьма Особого отдела ВЧК. — С. Ш.) ужасные, и могут быть характеризованы как ограниченное мучительство арестованных в материальном и моральном отношениях, и как постоянное издевательство над их человеческим достоинством. Благодаря таким условиям болезни среди арестованных быстро распространяются и получают угрожающее для жизни арестованных развитие. Администрация на это никакого внимания не обращает, и больных отправляют в больницу очень поздно»
. В Бутырской тюремной больнице условия были чуть лучше, но, как писал Шипов, и здесь: 

«нет медикаментов и перевязочных средств». «Силы с каждым днем оставляют, а с 5 декабря я все время лежу, с трудом пробираясь в уборную. Но сейчас я еще в силах, если буду освобожден, дотащиться до извозчика и как-нибудь возвратиться к себе на 6-й этаж. Но если мое освобождение задержится еще несколько дней, то тогда и оно окажется запоздалым и приходится издыхать здесь.»
13 января 1920 г. Ляндер подготовил заключение по делу Шипова: 

«Согласно показаниям, а также по данным дела о Национальном центре, Д. Н. Шипов является одной из центральных фигур Национального центра, в качестве старого земского деятеля возглавляющим эту организацию. Хотя следствием документально не установлено, но ряд данных приводит к заключению, что Д. Н. Шипов намечался на пост председателя Национального центра и должен был войти в состав правительства по захвате заговорщиками власти в Москве. Установлено сношение Шипова с отделами Национального центра в провинции. Исходя из данных следствия по настоящему делу и принимая во внимание, что хотя активная деятельность Д. Н. Шипова по Национальному центру не установлена, но как политическая фигура он возглавлял эту организацию, находился в связи с видными деятелями её, — его, Д. Н. Шипова, как видного политического деятеля враждебного нам лагеря, имеющего тесные связи с Национальным центром и крупного заложника, — заключить в концентрационный лагерь до окончания гражданской войны.»
Находился в тюрьме в тяжёлых условиях, незадолго до кончины был переведён в Бутырскую тюремную больницу, где и умер 14 января 1920 года от катарального воспаления лёгких. По данным историка С. П. Мельгунова погиб в результате большевистских репрессий по делу московского «Национального центра», наряду с другими крупнейшими русскими общественными деятелями, такими как А. И. Астров, В. И. Астров, Н. Н. Щепкин и многие другие. Похоронен в фамильном склепе Шиповых на Ваганьковском кладбище.

## Труды
- К вопросу о взаимных отношениях губернских и уездных земств Москва : типо-лит. т-ва И. Н. Кушнерев и К°, 1899
- Разъяснение Московской губернской земской управы относительно организации мер борьбы с сапом в Московской губернии Санкт-Петербург: тип. М-ва вн. дел, ценз. 1901
- Шипов Д. Н. Воспоминания и думы о пережитом. — М.: Изд. М. и С.Сабашниковых, 1918. — 592 с.

## Семья
Жена (c 1872) — Надежда Александровна, урождённая Эйлер (1852—1920), дочь полковника. Имели семерых детей.